# Zdětín (Prostějovi járás)
Zdětín település Csehországban, a Prostějovi járásban. Zdětín Bílovice-Lutotín, Ohrozim, Ptení, Vícov, Lešany és Hluchov településekkel határos. Lakosainak száma 386 fő (2024. január 1.).

## Népesség
A település lakosságának változását az alábbi diagram mutatja:
| Lakosok száma | 478  | 477  | 502  | 427  | 320  | 293  | 337  | 355  | 360  | 386  |
|               | 1869 | 1900 | 1921 | 1961 | 1980 | 2011 | 2016 | 2019 | 2021 | 2024 |